# تل الحديدي
تل الحديدي أو مدينة أزو القديمة هو موقع أثري قديم يقع على الضفة الغربية لنهر الفرات في ريف حلب الشمالي في سوريا على بعد قرابة 30 كيلومترًا شمال عمار، وعلى بعد 5 كيلومترات شمال تل الممباقة بمحافظة الرقة، ويقابله على الضفة الشرقية للنهر تل السويحات. اقترن موقع تل الحديدي بموقع تل السويحات الذي يقع على بحيرة سد القرات عند معبر نهر الفرات، ويرتبط تل الحديدي عبر طرق مجوفة بارزة بمناطق تل السويحات وتل عثمان وتل الجويف. كانت مدينة تل الحديدي، والتي عُرفت قديمًا باسم أزو، مأهولة بالسكان في العصر البرونزي المبكر والعصر البرونزي المتأخر وبدرجة أقل في العصر الروماني، وكان داغان هو الإله الرئيسي للشعوب التي سكنت هذه المدينة.

## التاريخ
سكن البشر لأول مرة في منطقة تل الحديدي في بداية العصر البرونزي المبكر (حوالي 3300 قبل الميلاد) حيث ضمت المنطقة بقايا تسعة مستويات معمارية. تطورت المدينة، ووصلت إلى أقصى اتساع لها حيث بلغت حوالي 135 هكتارًا في أواخر العصر البرونزي المبكر (حوالي عام 2300 قبل الميلاد)، غير أنها تعرضت للتدمير حوالي عام 2000 قبل الميلاد. أصبحت المنطقة بعد ذلك مأهولة بالسكان على نطاق أقل كثيرًا، واقتصرت الأجزاء المسكونة منها فقط على التل العلوي، حتى نهايات العصر البرونزي المتأخر حوالي 1200 قبل الميلاد. يضم الموقع أيضًا أطلال هامة تعود لحقبة الإمبراطورية الرومانية، في الفترة ما بين القرن الأول والقرن الثالث الميلادي، إلى جانب بعض الآثار التي تعود للحقبة الإسلامية في الفترة ما بين القرن الثاني عشر الميلادي والقرن الرابع عشر. كانت مدينة أزو خاضعة لسيطرة الإمبراطورية الميتانية لفترة من العصر البرونزي المتأخر حوالي 1500 قبل الميلاد، ومن المحتمل أن تكون قد خضعت أيضًا لسيطرة الإمبراطورية الحيثية في وقت ما.

## الحفريات والمكتشفات الأثرية
يمتد موقع تل الحديدي على مساحة 135 هكتارًا ويتكون من تلة عالية تقع في الجزء الغربي منه، وتلة منخفضة تقع في الجزء الشرقي منه. تبلغ مساحة التلة العالية 55 هكتارًا، وتحوي طبقاتها العليا أطلالًا تعود للعصر البرونزي الوسيط، على حين تحوي طبقاتها السفلية أطلالًا تعود للعصر البرونزي المبكر، أما التلة المنخفضة فتعود في المقام الأول للعصر البرونزي المبكر، في أواخر الألفية الثالثة قبل الميلاد، حيث عُثر في طبقات التلة السفلية على مقابر حجرية منهوبة تعود لتلك الحقبة الزمنية، وكانت المدينة في ذلك الوقت محاطة جزئيًا بجدار تحصيني، كما عُثر أيضًا على بعض الأطلال والقطع الأثرية التي تعود للعصر البرونزي المتأخر، وكان من بينها قبر سليم يبلغ طوله 12 مترًا ويحتوي على 6 غرف. شهدت منطقة تل الحديدي عددًا من الحفريات وحملات التنقيب عن الآثار كجزء من مشروع إنقاذ البقايا الأثرية في المنطقة المحيطة بسد الطبقة، والذي بدأ لإنقاذ المواقع المهددة للغرق أسفل بحيرة السد المعروفة باسم بحيرة الأسد، والواقعة خلف سد الطبقة المقام على نهر الفرات بالقرب من مدينة الطبقة. وزار عالم الآثار عبد الريحاوي منطقة تل الحديدي في عام 1963، ثُم زارها عالم الآثار وموريتس فان لون في عام 1964 كجزء من التحضير لمشروع إنقاذ البقايا الأثرية في منطقة السد. استمرت عمليات التنقيب في الموقع في الفترة ما بين عامي 1973 و1977. وفي عامي 1972 و1974، قاد هينك فرانكل حملة تنقيب أخرى في موقع تل الحديدي لصالح جامعة ليدن الهولندية، كما قاد رودولف دورنمان حملة تنقيب ثالثة في الموقع في الفترة ما بين عامي 1974 و1977 تحت رعاية متحف ميلووكي العام، وعلى الرغم من ذلك فإن بعض تقارير عمليات التنقيب هذه لم تنشر حتى الآن. أسفرت هذه الحفريات عن العثور على عدد من المكتشفات والقطع الأثرية، فقد عُثر على نحو 200 تمثال صغير من الطين تعود للعصر البرونزي المبكر، ولوحة حجرية منقوشة، وواجهة عربة لعبة، إلى جانب عدد قليل من الألواح المسمارية.
كان من أهم المُكتشفات التي عُثر عليها في موقع تل الحديدي بقايا مبنى يعود تاريخه إلى القرن الخامس عشر قبل الميلاد، أي في العصر البرونزي المتأخر، وهي بقايا لمبنى دمرته النيران بعنف عُثر عليها في الطبقة السادسة في المنطقة هـ، وقد عثر في هذه البقايا على عدد قليل من الألواح المسمارية، بالإضافة إلى عدد من جرار التخزين الكبيرة، والأوعية، والأكواب، وأواني الطهي. وتشير الألواح إلى أن المبنى كان مقرًا لإقامة يايا بن هوزيرو بن داغان، وكانت المدينة تُعرف آنذاك باسم أزو (وهو الاسم الذي عُرف فقط من سجلات مدينة ألالاخ). كان هناك أحد عشر لوحًا مسماريًا كاملاً (تم العثور على ثمانية منها في جرة)، وثلاثة ألواح أخرى كاملة تقريبًا، وثلاثة أجزاء من ألواح، وقد نُقلت جميعها إلى متحف حلب الوطني في سوريا. كانت معظم النصوص المكتوبة على الألواح المسمارية التي عُثر عليها في تل الحديدي ذات طبيعة قانونية في المقام الأول، وتتضمن خمس وثائق بيع، وثلاث قوائم إدارية للأسماء، ووثيقتين قانونيتين، ورسالة، ووصية ليايا صاحب المنزل. كانت أربعة من الأسماء المدرجة في الوثائق التي تضمنتها الألواح معروفة أيضًا من ألواح أخرى سبق أن عُثر عليها في تل الممباقة، وكان اسم الإله الذي ورد ذكره بكثرة في النصوص هو داغان، كما ورد ذكر إله العاصفة بأسماء مختلفة منها تيسوب. لم تُنشر النصوص المأخوذة من الألواح رسميًا، غير أنّ روبرت وايتنج أستاذ علم الآثار بالمعهد الشرقي في شيكاغو جعل النسخ الأولية من هذه النصوص وترجماتها متاحة على شبكة الإنترنت. ساهم النصّ الموجود على أحد الألواح التي عثر عليها في الموقع في الربط الزمني ما بين مدينة آزو وإيكالت وعمار.